# Момчешки свят
„Момчешки свят“ е поп-денс група, създадена през май 1998 г.

## История
В началото са 4 момчета – Груди Нейков, Тодор Георгиев, Петър Санкев и Никола Колев. Всички те, освен Петър, са завършили Музикалната консерватория в София.
През 1997 година дебютират на фестивала „Златният Орфей“ и печелят 2 награди – тази на журналистите и тази на публиката. Дебютният им албум, наречен „Момчешки свят“, излиза през ноември 1998 г. Той включва песни като „Двама с теб завинаги“, „Гласът на сърцето“, „Бяла роза“, „Ритъмът на любовта“ и много други. В своята творческа биография има съвместни концерти с Лили Иванова, изяви извън България.
След напускането на Груди Нейков „Момчешки свят“ вече е трио. Работи по втория си албум, от който вече е готова пилотната песен „Остани“.

## Дискография

### Албуми
- Момчешки свят (2000)

### Песни[3]
„Момчешки свят“, 2000 г.
- Двама с теб завинаги
- Гласът на сърцето
- Бяла роза
- Първа любов
- Мечта
- Вярвай в любовта
- Ритъмът на любовта
- Свят ден
- Момичета
- Акапела 'Момчешки свят'

Песни след 2000 г.
- Имам нужда от теб
- Сън или мечта
- Миг като вечност
- Разбито сърце